# František Erben
František Erben (* 27. November 1874 in Prag; † 9. Juni 1942 ebenda) war ein tschechoslowakischer Kunstturner.

## Biografie
František Erben nahm bei den Olympischen Sommerspielen 1900 in Paris im Einzelmehrkampf teil. Er belegte den 32. Platz.
Bei den Weltmeisterschaften 1907 in seiner Heimatstadt konnte er am Reck, am Pauschenpferd und im Mehrkampf mit der tschechoslowakischen Mannschaft die Goldmedaille gewinnen. Zudem gewann er Bronze am Barren und Einzelmehrkampf. Zwei Jahre später bei den Weltmeisterschaften in Luxemburg gewann er drei weitere WM-Medaillen.
Neben seiner sportlichen Laufbahn war Erben auch ein gefragter Ausbilder, so wurde er von der russischen Regierung als Gymnastiklehrer an ihren Militärakademien eingesetzt.
Erben erlitt später mehrere Schlaganfälle und wurde als Sokol-Mitglied im Alter von 68 Jahren nach dem Attentat auf Reinhard Heydrich auf dem Schießplatz Kobylisy in Prag von NS-Truppen hingerichtet.